# Expedicions del Nord de Jiang Wei
Les Expedicions del Nord de Jiang Wei van ser una sèrie d'invasions, nou per ser exactes, llançades per Jiang Wei en contra de l'estat de Cao Wei durant el període dels Tres Regnes de la història xinesa. Cadascuna d'elles va haver de ser abandonada a causa d'inadequats subministraments d'aliments o de les baixes en el camp de batalla. Les expedicions de Jiang van drenar els ja limitats recursos de Shu, i conduïren a la final destrucció de Shu Han en el 263 EC.

## Primera invasió: Batalla de Taoxi
En el 247, Jiang Wei va dirigir algunes tropes per sufocar un aixecament de menor importància al comtat Han Shan de Ping Kang Xuan. Després d'això, ell va envair Longxi, Nan'an i Jingcheng on ell va batallar contra Guo Zhun i Xiahou Ba a l'oest del riu Tao. Xiahou Ba va fugir i l'exèrcit es dispersà.
Guo Huai va manar a Deng Ai per protegir la costa nord de Bai Shui. Tres dies més tard, Jiang Wei va manar a Liao Hua a acampar a la costa sud de Baishui com un ardit de reclam, mentre ell intentava llançar un atac sorpresa sobre Taocheng. Això no obstant, Deng Ai va destriar sobre aquells plans i va procedir ocupant Taocheng abans que arribara Jiang Wei. Ell atacaria i derrotaria Liao Hua: Deng Ai més tard, va tractar d'enfortir la seva defensa i va acabar ferint a Liao Hua, forçant-lo per tant a retirar-se.
Jiang Wei, furiós i embogit, atacà Taocheng amb gairebé tot el que tenia. Ell va fer servir els seus moltons i torres per destruir Taocheng, i pervenint-lo va poder derrotar a Deng Ai. Així i tot, de forma sobtada, Sima Zhao va enviar el seu equip d'emboscada per rescatar a un Deng Ai derrotat i Gao Cheng va prendre el campament principal de Jiang Wei a Baishui, obligant al colèric Jiang Wei a retirar-se. Jiang Wei en absoluta derrota va tornar a reunir i reorganitzar les seves forces i va llançar un segon setge sobre Qucheng.

## Segona Invasió: Batalla de Qucheng
En el 249, Jiang Wei va construir dos forts a les muntanyes Qu i va enviar tropes a defendre-los. A més a més, Jiang va prendre a gent nativa (de les tribus Di i Qiang) com a ostatges i els va forçar a obeir les seves ordres. Veient açò, Chen Tai aconsellà al seu superior, Guo Huai que seria una bona oportunitat per a ells de llançar un atac contra els forts atès que la distància entre els forts i l'expedició de Shu era llunyana, i els nadius estaven ressentits del treball forçós sota Shu Han. Guo Huai va estar d'acord amb Chen Tai i el va manar a atacar a l'exèrcit defensor de Shu sota Xu Zhi. Al mateix temps, el governador de Nan'an, Deng Ai, va ser enviat a assetjar als forts. Mentre hi eren discutint l'estratègia, Jiang Wei va robar subministraments d'ajuda.
Chen Tai va aconseguir tallar les cadenes de subministrament d'aliments i aigua dels forts, però va ser envoltat de soldats Shu que sortien a emprendre una contraofensiva. Posteriorment, Jiang Wei va conduir a les seves forces principals per esbucar el setge i es va topar amb Chen Tai en la part posterior de la Muntanya Cap de Toro. En lloc d'enfrontar-se a les tropes de Jiang Wei, Chen Tai va aconsellar a Guo Huai de tallar la possible ruta de retirada de Jiang Wei. Guo Huai va estar d'acord i envià a Chen Tai a procedir segons el previst. Jiang descobrí les maniobres dels exèrcits de Wei i va apercebre's que hi havia un comandant competent entre les seves files. A desgrat de la desfavorable situació, Jiang es va negar a retirar-se i en veure això, els soldats dels dos forts van simular rendir-se a Wei.
Mentrestant Chen Tai, en demència albirà l'estratègia de les tropes suposadament rendides i les va combatre. Jiang Wei es va topar amb Chen Tai i aquesta vegada es van batre a duel. Al final Chen Tai va permetre retirar-se a Jiang, tot i que Jiang només seria capaç de fer una invasió més.

## Tercera Invasió: Batalla de Xiping i Quarta Invasió
En el 249, Jiang Wei llança la seva tercera invasió i és derrotat.
En el 253, Jiang Wei estableix un atac coordinat amb Zhuge Ke per atacar Wei des de dos fronts: Shu a l'oest en Nan'an i Wu a l'est en Xinching a Hefei. Jiang va atacar la ciutat fronterera clau de Didao mentre Zhuge Ke llançava un atac massiu sobre Hefei. El regent de Wei Sima Shi sabia que la força de Wu era una amenaça més seriosa i en dirigí la força principal de Wei al front oriental, mentre que n'envià d'una unitat més petita per deslliurar Didao. El primer senyal del que amb el temps tornaria a ocórrer, Jiang, estan assetjant Didao, es va quedar sense subministrament d'aliments i va haver de retirar-se. Finalment, les forces de Shi van assestar-li una derrota catastròfica a Zhuge Ke.

## Quinta Invasió: Batalla de Lintao
Jiang Wei va travessar Shiying, i Dongting i en va portar desenes de milers de tropes a atacar Nan'an. Chen Tai va reforçar-hi Nan'an i Jiang va haver de retirar-se de tornada a Shu Han a causa del problema d'escassetat d'aliments. Guo Huai havia fet retrocedir la invasió de Jiang.
En el 254, després que Li Jian, el magistrat del comtat de Didao declarà en secret que anava a fer defecció, Jiang va atacar novament Longxi i el defensor de Didao, i va prendre la ciutat de Didao. Després va procedir atacant Xiang Wu Xuan, i va derrotar l'exèrcit del general de Wei Xu Zhi, i el va escapçar, malgrat això Jiang es va veure obligat a retirar-se de nou cap a Shu, juntament amb alguns dels civils de Didao, Heguan i Lintao.

## Sisena Invasió: Batalla de Didao
En l'estiu del 255 EC, a pesar de l'oposició de Zhang Yi, Jiang Wei i Xiahou Ba (que s'havia unit a Shu) van atacar novament Didao des de tres direccions diferents; partint des de les muntanyes Qi, Jincheng i Shiying. Jiang va tenir èxit a les seves batalles inicials amb el governador de Wei de la Província de Yong, Wang Jing, a l'oest de Taoxi, quasi anihilant les tropes de Wang, deixant al voltant de deu mil tropes per defendre Didao. Wang Jing va demanar a Chen Tai d'enviar tropes per defensar en les tres direccions. Amb tot, Chen Tai no va pensar que Shu dividiria les seves forces en tres direccions i va ordenar a Wang Jing de defensar Didao i només llançar un atac quan els arribaren els exèrcits de Shu i sorgira l'oportunitat. A més, el mateix Chen Tai va dirigir alguns soldats per defensar Chencang. Això no obstant, Wang Jing no en va obeir les ordres de Chen Tai i va marxar a atacar pel seu compte als exèrcits de Shu. Al sentir d'això, Chen Tai va saber que alguna cosa desastrosa podria ocórrer i procedí en portar el seu exèrcit per reforçar a Wang Jing.
Chen Tai reorganitzà les tropes derrotades per preparar una contraofensiva. Chen Tai va esmentar que tot i haver obtingut la victòria Shu, ell no havien aprofitar l'oportunitat per atacar cap a l'est amb la finalitat de capturar els subministraments d'aliments de Wei a Liyang. Zhang de nou va tractar de persuadir Jiang per aturar la seva campanya en eixe precís moment; per desgràcia, Jiang es va negar. Més aviat, ell va assetjar Didao una altra vegada i la moral Shu es va veure afectada. Les forces de Jiang i Chen es van restar en un punt mort durant tot l'hivern. Amb el problema en curs del subministrament d'aliments de l'exèrcit de Shu, Chen Tai va traure profit d'aquestes debilitats i en llançà un atac ràpid contra els enemics. Chen Tai va dirigir les seves tropes a una muntanya al sud de Didao, i va instruir a les seves tropes per aixecar les torxes que portaven. Les tropes de Wei defensant Didao van veure això i el seu estat d'ànim va augmentar enormement. Les tropes de Shu assetjant Didao es van veure molt afectades per l'exhibició desplegada per Chen Tai i una part dels exèrcits de Shu van ser enviats a atacar a la força de Chen Tai, sent finalment derrotats greument per aquest últim a causa de la seva capitalització dels punts estratègics per a la defensa. Com a resultat, els exèrcits de Shu es va veure forçats finalment a aixecar el setge i retirar-se, per tant, Didao es va salvar.
En l'estiu del 256 EC, Jiang va canviar la seva estratègia per avançar en el seu lloc a Shanggui, el seu moviment va ser previst pel general militar Deng Ai, que el va interceptar i el va ocasionar una derrota molt rellevant que va causar que el poble de Shu començara a ressentir-se i cansar-se de Jiang.

## Setena Invasió: Batalla de la Vall Duan
Jiang Wei confiava en les seves habilitats per utilitzar les tribus del nord en favor seu, però Fei Wei va rebutjar les seves propostes i va limitar la quantitat de tropes que li eren permeses d'usar a Jiang. Jiang va anotar la victòria inicial al riu Tao, però va ser repel·lit després per Deng Ai.
En el 256, un any més tard, Jiang havia acordat amb Hu Ji que aquest ajudara a la seva expedició que tenia l'objectiu de Qishan. No obstant això, Hu Ji va trencar la seva promesa i no va arribar per assistir les tropes de Jiang. Quan Jiang sentí que Deng Ai hi era completament preparat, ell va decidir d'atacar Nan'an en comptes de Qishan. Deng Ai era defenent la muntanya Wucheng, i Jiang Wei va fallar en prendre-la així que va consultar la situació amb Xiahou Ba. Xiahou Ba el va dir de prendre Shanggui, el dipòsit de gra de Nan'an. Prenent el consell, Jiang Wei va conduir tropes de xoc a través de Shanggui cap a Duangu, però va ser emboscat per Deng Zhong, el fill de Deng Ai. Com a resultat, Jiang Wei va ser fatalment derrotat a Duangu i obligat a retirar-se a Hanzhong.

## Vuitena Invasió: Batalla de Riu Mang i Novena Invasió: Batalla de Taoyang
En el 257, quan Zhuge Dan es va revoltar en contra de Wei, Jiang Wei va atacar Chen ling, avançant tot el camí fins a Mangshui, i es va acabar arribant a un punt mort a Weishui, però Jiang no en va poder induir a les forces de Wei, comandades per Deng Ai i Sima Wang. En el 258, Jiang es va retirar després que Zhuge va ser derrotat.
En el 262, malgrat l'oposició de Liao Hua, Jiang Wei, va atacar Wei de nou, centrant-se en Taoyang, però va ser derrotat per Deng Ai, i es va retirar fins a Tazhong.

## Repercussions
Després dels continus fracassos de Jiang Wei en les seves invasions, la gent de Shu Han es va ressentir amb Jiang. Els recursos de Shu van ser drenats gairebé al complet i això va donar una oportunitat a Wei per atacar i eliminar Shu. Zhong Hui i Deng Ai van envair Shu des de dos punts. Jiang va poder resistir l'atac de Zhong Hui, però Liao Hua va ser derrotat per Deng Ai, i després de la derrota de Zhuge Zhan al Pas de Mianzhu, Shu Han es va perdre. En el 263, Liu Shan es va rendir a Wei, i Jiang Wei va ser ordenat de lliurar-se amb les seves tropes a Zhong Hui.